# Jaszczurka krokodylowata
Jaszczurka krokodylowata, guzowiec krokodylowy, guzowiec chiński, jaszczurka guzowata krokodylowa (Shinisaurus crocodilurus) – gatunek jaszczurki z rodziny Shinisauridae. Występuje nad brzegami rzek i górskich strumieni w południowo-wschodnich Chinach (Kuangsi, Guangdong, prawdopodobnie wymarł w prowincji Hunan) i północno-wschodnim Wietnamie. Jest jedynym przedstawicielem rodzaju Shinisaurus. Nazwa gatunkowa crocodilurus (krokodylowaty, krokodylowy) nawiązuje do podwójnego rzędu dużych rogowych łusek występujących na ogonie gada, podobnie jak u krokodyli.

## Morfologia
Shinisaurus jest stosunkowo niewielką jaszczurką, dorastającą do niespełna 40 cm długości. Jego skórę pokrywają duże, guzowate łuski. Ogólna morfologia szkieletu pozaczaszkowego jest pierwotna dla kladu Anguimorpha i mało wyspecjalizowana – Conrad nie stwierdził w nim obecności żadnej jednoznacznej autapomorfii, dla szkieletu pozaczaszkowego diagnostyczna jest jednak występująca w nim charakterystyczna kombinacja cech prymitywnych i zaawansowanych. Również budowa czaszki łączy cechy prymitywne i zaawansowane, jest jednak bardziej autapomorficzna niż szkielet pozaczaszkowy – Conrad wyróżnił w niej siedem autapomorfii.

## Klasyfikacja
Wielu autorów sugerowało, że najbliższymi krewnymi jaszczurki krokodylowatej jest rodzina Xenosauridae, w której często ją klasyfikowano. Hipoteza taka opierała się w dużej mierze na niedokładnie poznanej morfologii Shinisaurus. Z powodu niedokładnego poznania anatomii jaszczurki krokodylowatej, często uważano, że jej budowa jest zbliżona do obecnej u ksenozaurów (ze względu na sugerowane bliskie pokrewieństwo tych taksonów). Badania Conrada wykazały jednak, że Shinisaurus znacznie różni się od Xenosauridae pod względem budowy czaszki oraz szkieletu pozaczaszkowego. Nowsze analizy filogenetyczne – zarówno morfologiczne, jak i molekularne – wskazują na bliższe pokrewieństwo jaszczurki krokodylowatej z waranowatymi (w analizach morfologicznych z waranami i kladem Monstersauria).
Jedynym oprócz jaszczurki krokodylowatej pewnym przedstawicielem Shinisauridae jest Bahndwivici, żyjący w eocenie, bardzo podobny pod względem osteologii do Shinisaurus crocodilurus. Linia ewolucyjna Anguimorpha obejmująca klad Shinisauridae powstała jednak nie później niż w późnej kredzie.

## Biologia
Jaszczurka krokodylowata żyje nad górskimi strumieniami, w wilgotnych środowiskach o rocznej sumie opadów wynoszącej około 200 cm, na wysokości do 1500 m n.p.m. Żywi się głównie larwami płazów, rybami, wodnymi owadami i ziarnami trawy. Aktywna jest głównie ranem i wieczorem. Od października do marca w grupach hibernuje w pniach drzew lub szczelinach skalnych. Jest gatunkiem jajożyworodnym – na wolności rozmnaża się w lipcu i sierpniu. Dobrze pływa – niepokojona ucieka do wody. Pod powierzchnią może przebywać 10–20 minut, jednak zaobserwowano żyjącą w niewoli jaszczurkę, która przebywała pod powierzchnią przez sześć godzin.
W 2003 roku opisano populację jaszczurek krokodylowatych występującą w północno-wschodnim Wietnamie, jedyną poza południowo-wschodnimi Chinami. Osobniki te żyją na wysokości 400–800 m n.p.m. Początkowe analizy morfologiczne oraz genomu mitochondrialnego dowodziły, że osobniki wietnamskie nie różnią się od populacji chińskich. W następnych latach w Wietnamie odkryto jednak kolejne subpopulacje i w 2016 roku w oparciu o badania molekularne, morfologiczne oraz różnice w ekologii opisano nowy podgatunek Shinisaurus crocodilurus vietnamensis.

## Status zagrożenia i ochrona
W Czerwonej księdze gatunków zagrożonych IUCN jaszczurka krokodylowata jest klasyfikowana jako gatunek zagrożony (EN, ang. Endangered).
W latach 80. XX wieku jaszczurki krokodylowate często wywożono do Stanów Zjednoczonych, gdzie były hodowane jako zwierzęta domowe. Jaszczurki te są jednak trudne w hodowli, bardzo mało aktywne i mocno gryzą, dlatego popyt na nie wśród prywatnych hodowców gwałtownie spadł. Niszczenie siedlisk oraz zabijanie zwierząt przez ludzi są głównymi zagrożeniami dla jaszczurek krokodylowatych. Całkowitą liczebność chińskiej populacji w 1999 roku szacowano na około 3000 osobników. W kilku miejscach w Chinach gatunek znajduje się pod całkowitą ochroną. Liczebność populacji wietnamskiej w 2. dekadzie XXI wieku szacowano na mniej niż 150 osobników.
Jaszczurka krokodylowata w 2017 roku została wpisana do aneksu I konwencji o międzynarodowym handlu dzikimi zwierzętami i roślinami gatunków zagrożonych wyginięciem (CITES), wcześniej była ujęta w mniej rygorystycznym aneksie II.